# Sinop (tartomány)
Sinop tartomány Törökország egyik fekete-tengeri tartománya, székhelye Sinop városa. Nyugaton Kastamonu, délen Çorum, délkeleten Samsun határolja.

## Körzetei
A tartománynak kilenc körzete van:
- Ayancık
- Boyabat
- Dikmen
- Durağan
- Erfelek
- Gerze
- Saraydüzü
- Sinop
- Türkeli